# Zdeněk Smetana
Zdeněk Smetana (* 26. Juli 1925 in Prag; † 25. Februar 2016 ebenda) war ein tschechischer Zeichner, Drehbuchautor und Regisseur von Zeichentrickfilmen und Illustrator von Bilderbüchern. Er war ab 1946 im Filmstudio Bratři v triku, einer Abteilung von Krátký film Praha, angestellt.

## Werk
Anfang der 1960er Jahre arbeitete Zdeněk Smetana unter dem Pseudonym Dennis Smith für die Zeichentrickserie Tom und Jerry.
Seine eigene Zeichentrickserie Pohádky z mechu a kapradí (Křemílek a Vochomůrka) wurde zwischen 1971 und 1974 von Das Erste, Südwest 3 und ORF unter dem Titel Geschichten zwischen Moos und Farn sowie vom Schweizer Fernsehen unter dem Titel Fliegenpilz und Kasimir ausgestrahlt. Diese Serie nach einem Buch von Václav Čtvrtek handelt von zwei Kobolden, die in einem Haus mitten im Wald wohnen. Zu Smetanas Markenzeichen gehören in Tinte getauchte Pflanzenblätter, die er als Hintergrund verwendete.

## Auszeichnungen
Smetana erhielt 1980 in Cannes den Preis der Jury für den Kurzfilm Krychle. Insgesamt gewann er mehr als fünfzig Auszeichnungen, unter anderem in Berlin und in Venedig.

## Zeichentrickserien
- Pohádky z mechu a kapradí (Křemílek a Vochomůrka), 1968–1972, dt. Geschichten zwischen Moos und Farn (Fliegenpilz und Kasimir)
- Rákosníček (dt. Der Rohrspatz), 1975–1987
- Štaflík a Špagetka, 1971.
- Malá čarodějnice (dt. Die kleine Hexe), 1984

## Zeichentrickfilme
- Malá čarodějnice, 1986, dt. Die kleine Hexe (nach dem Buch von Otfried Preußler)

## Deutschsprachige Bücher
- mit Jaromír Kincl: Das Schilfmännlein und der Teich. LeiV, Leipzig 2000, ISBN 3-89603-056-6 (Original: Rákosniček a rybnik. Albatros, Prag 2000, ISBN 80-00-00834-3).
- mit Otfried Preußler: Pumphut und die Bettelkinder. Thienemann, Stuttgart 1981, ISBN 3-522-41690-2.